# Đông Xá, Đông Hưng
Đông Xá là một xã thuộc huyện Đông Hưng, tỉnh Thái Bình, Việt Nam.

## Diện tích và dân số
Xã Đông Xá có diện tích: 5,59 km². Theo Tổng điều tra dân số năm 1999, xã Đông Xá có dân số 5.097 người.

## Địa giới hành chính
Xã Đông Xá nằm ở phía đông bắc của huyện Đông Hưng, bên bờ bắc sông Tiên Hưng. 
- Phía đông giáp xã Đông Cường;
- Phía nam giáp các xã Đông Kinh, Hà Giang;
- Phía tây giáp các xã Đông La và Đông Sơn;
- Phía bắc giáp xã Đông Phương.